# Український катехизм
Украї́нський катехи́зм — релігійно-богословська брошура (за зразком християнських катехизисів), яку склали та 1911 року видали Євфимій Сіцінський разом з подільськими просвітянами К. Солухою, М. Павловським, В. Січинським та ін. У цій брошурі, продовжуючи українізацію церковного життя, у формі запитань і відповідей, також висвітлено основні засади українського національного руху, сформулювано право вільно розмовляти рідною українською мовою. 
Невдовзі «Український катехизм» розмістив на своїх шпальтах селянський тижневик «Маяк». 
1914 року жандарми вилучили «Український катехизм» із бібліотеки Подільського товариства «Просвіта» в Кам'янці-Подільському.